# Biebersteiniaceae
Classification APG III (2009)
Famille
Les Biebersteiniaceae (les Biebersteiniacées) sont une petite a famille de plantes à fleurs dicotylédones de l'ordre des Sapindales.
Elle ne comprend que 5 espèces du genre Biebersteinia.
Ce sont des plantes herbacées, pérennes, rhizomateuses ou tubéreuses des régions tempérées à subtropicales originaires du sud-est de l'Europe et d'Asie centrale.

## Étymologie
Le nom vient du genre type Biebersteinia, hommage au botaniste allemand Friedrich Marschall von Bieberstein  (1768–1826). Il collecta des plantes dans le Caucase et en Crimée, et est l'auteur d'un ouvrage botanique Flora Taurico Caucasica.

## Classification
En classification classique de Cronquist (1981) le genre Biebersteinia est assigné aux Géraniacées.
La classification phylogénétique situe cette famille dans l'ordre des Sapindales.

## Liste des espèces
Selon NCBI (22 juin 2010) :
- genre Biebersteinia
  - Biebersteinia heterostemon
  - Biebersteinia multifida
  - Biebersteinia odora
  - Biebersteinia orphanidis